# Mammifères (roman)
Mammifères est un roman de Pierre Mérot publié le 27 août 2003 aux éditions Flammarion par Frédéric Beigbeder. Ce roman a reçu le prix de Flore 2003 après avoir été finaliste du prix Décembre la même année. Souvent considéré, à tort ou à raison, comme une autofiction, il relate le parcours de « l'oncle », un quadragénaire occidental et alcoolisé qui se définit lui-même comme un « raté de grande envergure », représentatif de la fin du XXe siècle. Mené à la troisième personne du singulier, parfois à la deuxième personne du pluriel qui implique le lecteur, le récit est divisé en trois parties, chacune évoquant les échecs de ce personnage dans les grands domaines de la vie sociale, l'amour, le travail, la famille : "Gastrite érosive", "Dépôt de bilan" et "Linge sale". Certains critiques ont relevé le cynisme du narrateur, mais le roman se caractérise d'abord par sa pluralité de tons : tour à tour froid et précis, lyrique, comique, régulièrement traversé par des éclaircies poétiques. Au total, ainsi que l'a résumé Lire , il s'agit d'un "grand roman sombre, sans concession, et pourtant d'une touchante humanité, qui s'impose comme un psaume composé à l'intention de tous les orphelins du bonheur de vivre."
En février 2025, plus de vingt ans après Mammifères, paraît Mammifères II aux Éditions Rivages (Payot-Rivages). On y retrouve « l’oncle », personnage principal des deux romans, devenu sexagénaire.  Comme le souligne Pierre Mérot lui-même dans un entretien avec Frédéric Beigbeder pour "Conversations chez Lapérouse" , il n’était pas évident de renouer avec le ton caustique et satirique du premier ouvrage. Cette suite est cependant saluée par la critique comme une réussite. Au printemps 2025, Mammifères II figure dans les sélections du Prix Françoise-Sagan et du Prix Alexandre-Vialatte.

## Réception critique
Mammifères a été généralement bien accueilli par la critique. Entre autres, Philippe Sollers a été l'un des premiers à en louer le style dans Le Journal du dimanche. L'Express, quant à lui, évoque un "trésor d'humour, de désespérance alerte" dans lequel les "situations les plus sordides" sont transfigurées en "petits bijoux littéraires". Dans Le Monde, Josyane Savigneau a souligné le caractère satirique du roman en parlant de "critique sociale, méchamment comique", d'autopsie d'une "époque médiocre, privée du rêve de changer la vie."   Gérard Pussey, dans Elle, relève sa "lucidité foudroyante et sa façon unique de dire la médiocrité des mammifères humains". Dans Marie-Claire, Fabrice Gaignault  parle d'un "rude et sublime roman de l'apprentissage de la défaite". Et Aude Lancelin, dans Le Nouvel Observateur, annonce que "Les damnés de l'Occident viennent de trouver leur nouveau troubadour." À plusieurs reprises, on comparera Pierre Mérot et Michel Houellebecq - les deux écrivains furent proches dans les années 1990 -, en particulier dans Les Inrockuptibles, où Fabrice Gabriel écrit que l'auteur de Mammifères est une "sorte de Houellebecq lyrique, à peine moins provocateur, tout aussi désespéré, mais au fond plus littéraire".

## Éditions
- Éditions Flammarion, 2003  (ISBN 978-2080685568).
- J'ai lu, coll. « Nouvelle génération », 2005,  (ISBN 978-2290341032).
- Rivages poche (Payot-Rivages), 2025.

Traductions
- Säugetiere, Hanser, 2004 (Fischer Taschenbuch Verlag, 2006)
- Memmen, Vassallucci, 2004
- Mammiferi, Feltrinelli, 2004
- Mamiferos, Anagrama, 2005
- Mamiferos, Asa, 2005
- Sisavci, Oceanmore, 2005
- Mammals, Grove Atlantic, Canongate, House of Anansi Press, The Text Publishing Company, 2006
- Sesalci, Mladinska knjiga Zalozba, 2007
- Traductions grecque chez Hestia (2005) et bulgare chez Colibri (2006)